# Tongom/Piquinho
Tongom/Piquinho es una localidad caboverdiana del municipio de São Filipe.

## Geografía
La localidad está situada en la isla de Fogo.

## Organización territorial
La localidad abarca los lugares y barrios de:
- Almada
- Cerrado Sul
- Covada
- Fragosinho
- Fundada
- João Pinto
- Maria Gomes
- Piquinho
- Tongom